# Kilòmetre Zero de Romania
El monument del Kilòmetre Zero de Romania (en romanès Kilometrul zero) està situat al centre de Bucarest, Romania davant de l'església de Sant Jordi (en romanès Sfantul Gheorghe). Aquest monument fou creat per Constantin Baraski l'any 1938. Les distàncies des de Bucarest a les altres ciutats de Romania es mesuren des d'aquest monument.
El monument és una esfera que es divideix en vuit seccions, cadascuna d'elles representa a les províncies històriques romaneses: Muntènia, Dobrogea, Bessaràbia, Moldàvia, Bucovina, Transsilvània, Banat i Oltènia. Algunes de les ciutats inscrites són Chişinău, Orhei, Tighina, que actualment formen part de la República de Moldàvia, i que fins a l'any 1940 formaven part de la Gran Romania.